# كامل حميد
كامل أحمد حسن حميد (أبو فادي؛ وُلد في 1 نوفمبر 1963 في بيت لحم) سياسي فلسطيني، كان محافظًا لمحافظة أريحا والأغوار بين عامي 2008 و2010، ولمحافظة الخليل بين عامي 2010 و2018، ولمحافظة بيت لحم بين عامي 2018 و2023.

## حياته
يحمل شهادة البكالوريوس في اللغة الإنجليزية من جامعة بيت لحم، وشهادة الماجستير في الإدارة التربوية من جامعة القدس.
اعتقل في سجون الاحتلال الإسرائيلي قرابة 9 مرات بمجموع ست سنوات.
عُين اعتبارًا من 15 سبتمبر 2008 محافظًا لمحافظة أريحا والأغوار.
في 23 أكتوبر 2010، عُين محافظة لمحافظة الخليل. واستمر حتى عام 2018.
في مارس 2013 كان أبرز الموقعين على ميثاق صرخة الخليل التي بعثت لزعماء العالم، للمطالبة بإلغاء اتفاق الخليل الموقع بين السلطة الفلسطينية وإسرائيل عام 1997.
في 1 أكتوبر 2018، عُين محافظًا لمحافظة بيت لحم. وفي 10 أغسطس 2023 أحاله الرئيس محمود عباس للتقاعد.

## أوسمة
في 17 أغسطس 2023، منحه الرئيس محمود عباس نجمة الاستحقاق من وسام دولة فلسطين، وسلمهم إياه خلال لقاءه لتكريم المحافظين المحالين للتقاعد في 20 أغسطس 2023.